# Peter Ivers
Peter Ivers (20. září 1946 – 3. března 1983) byl americký zpěvák a hráč na foukací harmoniku.

## Život a kariéra
Narodil se v Bostonu ve státě Massachusetts a studoval na Harvardově univerzitě. Své první album nazvané Knight of the Blue Communion vydal v roce 1969 (vydavatelství Epic Records). Hrál na něm pouze na harmoniku, zpěvu se ujala Yolande Bavan. Druhé album nazvané Take It Out On Me nahrál o dva roky později, zpěvu se tentokrát ujala Asha Puthli. Deska však vyšla až v roce 2009. Následně podepsal smlouvu s vydavatelstvím Warner Bros. Records a roku 1974 vydal desku Terminal Love, na níž již zpíval on sám. Své poslední, eponymní album vydal v roce 1976. Rovněž napsal píseň „In Heaven“ pro film Mazací hlava režiséra Davida Lynche. Dále je autorem originální hudbu ke snímku Grand Theft Auto režiséra Rona Howarda. V roce 1982 začal moderovat televizní pořad New Wave Theatre. Během své kariéry spolupracoval s mnoha dalšími hudebníky, mezi něž patří například Al Kooper, Wendy Waldman, Craig Doerge, Richard Greene a John Klemmer. Podle velšského hudebníka a skladatele Johna Calea je to právě Ivers, kdo hrál na harmoniku v Calem složené hudbě k filmu Caged Heat. V roce 1983 byl nalezen utlučený kladivem v posteli ve svém bytě v Los Angeles. Nebyly zjištěny žádné známky boje. Vrah nebyl nikdy identifikován. Po příjezdu policie byl byt již plný Iversových přátel.